# بيريتا
مصنع السلاح بييترو بيريتا (بالإيطالية: Fabbrica d'Armi Pietro Beretta) هو صانع أسلحة نارية إيطالي. تستخدم أسلحة بيريتا في جميع أنحاء العالم من قبل المدنيين والشرطة والجيوش، كما تصنع أيضاً ملابس واكسسوارات إطلاق النار. شركة بيريتا هي واحدة من أقدم شركات صناعة الأسلحة النارية نشاطاً في العالم.
وتنتج بيريتا الكثير من أنواع الأسلحة كالمسدسات والبنادق المختلفة. بيريتا سلمت أكثر من 600.000 مسدس «بيريتا أم9» إلى القوات المسلحة الأمريكية منذ عام 1985، وتابعت إمداد مسدسات «أم9» وغيرها إلى الجيش الأمريكي.

## وصلات إضافية
- الموقع الرسمي
- Beretta Defence نسخة محفوظة 18 أبريل 2006 على موقع واي باك مشين.
- Beretta USA
- Beretta Australia
- Beretta Factory Tour - Efficiency, Tradition, & Craftsmanship At Beretta's Plant In Italy على يوتيوب